# Sordio
Sordio (lombardul: Surdi vagy Sördi) település Olaszországban, Lombardia régióban, Lodi megyében. Lakosainak száma 3409 fő (2023. január 1.). Sordio Casalmaiocco, San Zenone al Lambro, Tavazzano con Villavesco és Vizzolo Predabissi községekkel határos.

## Népesség
A település lakossága az elmúlt években az alábbi módon változott:
| Lakosok száma | 3352 | 3415 | 3409 |
|               | 2017 | 2018 | 2023 |